# Hiperparatireoidizam
Hiperparatireoidizam je stanje u kojem doštitne žlijezde proizvode suvišak paratiroidnog hormona (PTH). Paratiroidni hormon regulira ravnotežu kalcija i fosfata u tijelu čovjeka. PTH se izlučuje kada doštitna žlijezda putem svojih receptora, bilježi smanjenje koncentracije kalcija u krvi, a djeluje tako da povećava reapsorpciju kalcija iz kosti, u bubregu i probavnom sustavu.

## Uzroci
Povećano lučenje PTH može biti posljedica bolesti doštitne žlijezde (npr. hiperplazija, tumor), te se takvo stanje naziva primarni hiperparatireoidizam. Sekundarni hiperparatireoidizam nastaje zbog povećanog lučenja PTH kao posljedica smanjenje koncentracije kalcija u krvi (hipokalcijemija). Među najčešćim uzrocima su nedostatak vitamina D, kronično zatajenje bubrega, malapsorpcija. Kod stanja dugotrajnog podražaja lučenja povećanih količina PTH, tj. sekundarnog hiperparatireoidizma, doštitna žlijezda može izgubit regulaciju odgovora na koncentraciju kalcija, te dolazi do stalnog povećanog lučenja PTH, što se naziva tercijarni hiperparatireoidizam. 
Kvartarni i kvintarni hiperparatireoidizam javalju se rijetko, a nastaju kada se primarni hiperparatireoidizam liječi kirurški, a već je doveo do bubrežnog oštećenja koje uzrokuje oblik sekundarnog hiperparatireoidizam (sada se naziva kvaterni), a koji dodatno može postati autonoman, tj. tercijarni hiperparatireoidizam (sada se naziva se kvintarni).

## Simptomi
Simptomi ovise o tome radi li se o primarnom ili sekundarnom hiperparatireoidizmu. Kod osoba s primarnim hiperaparatieroidizmom oko 50% je bez simptoma, te se stanje utvrdi slučajno povišenim vrijednostima kalcija u krvi ili karakterističnim radiološkim nalazom. Mnogi imaju nespecifične tegobe, poput slabosti, umora, depresije, bolova u kostima, bolova u mišićima, smanjenog apetita, povraćanja, mučnine, opstipacije, učestalog mokrenja (poliurija), polidipsija, bubrežnog kamenaca, osteoporoze. Kirurško odstranjenje uzorka najčešće rješava probleme.
Kod osoba sa sekundarnim hiperparatireoidizmom doštitna tegobe su posljedica resorpcije kosti, te se javlja kao rahitis, osteomalacija i renalna osteodistrofija.

## Liječenje
Liječenje ovisi o tip hiperparatireoidizma. Primarni hiperparatireoidizam se liječi kirurški, ako je hiperparatireoidizam simptomatski, a ako je asipmtomatski onda operativni zahvat dolazi u obzir kod osoba koje su mlađe od 50 godina, imaju značajno povišenu vrijednost kalcija u krvi (> 1 mg/dL od gornje granice), smanjenu gustoću kostiju (> 2.5 standardne devijacije, tj. T-score -2.5), smanjen klirens kreatinina za više od 30% ili više od 400mg kalcija u 24-h urinu. Sekundarni hiperparatireoidizam se pokušava izliječiti liječenjem osnovne bolesti koja je uzrok. Istražuju se i lijekovi koji djeluju tako da ih doštitna žlijezda prepoznaje kao kalcij, tzv. kalcimimetici, što bi pomoglo osobama koji nisu podložni operativnom zahvata i osobama s kroničnim oštećenjem bubrega na programu hemodijalize. 